# Liste des bourgmestres de Berg-op-Zoom
Voici la liste des bourgmestres de la commune néerlandaise de Berg-op-Zoom dans la province du Brabant-Septentrional.
| Années                                | Nom                                                  | Parti ou mouvement | Caractéristiques spéciales                  |
| ------------------------------------- | ---------------------------------------------------- | ------------------ | ------------------------------------------- |
| 1811                                  | G. (Gerard) Vermeulen                                |                    |                                             |
| 1818                                  | Petrus Josephus Cuypers                              |                    | a fondé le domaine de Mattemburgh (nl)      |
| 1819 - 1824                           | Johannes (Jan) Vergroesen                            |                    |                                             |
| 1824 - 1837                           | Petrus Josephus Cuypers                              |                    |                                             |
| 1837 - 1847                           | Jacob Dirk de Roock                                  |                    |                                             |
| 1848 - 1885                           | P.J.C.F. van Hasselt                                 |                    |                                             |
| 1885 - 1892                           | A.J.L. de Roock                                      |                    | fils de Jacob Dirk de Roock                 |
| 1892 - 1898                           | F.M.A. (Franciscus Maria Amandus) van Schaeck Mathon |                    |                                             |
| 1899 - 1924                           | B.J. Hulshof                                         |                    |                                             |
| 1er juillet 1924 - 15 mars 1929       | H. (Hendrikus) Stulemeijer                           | RKSP               |                                             |
| 1929 - 1941                           | P.A.F. Blom                                          |                    |                                             |
| 1941-19 ? ?                           | H.A.F. Lijnkamp                                      |                    | Aussi bourgmestre intérim de Gilze en Rijen |
| 1er janvier 1945 - 1er septembre 1952 | H.B.J. (Herman) Witte                                | KVP                | Intérim jusqu'au 1er mai 1946               |
| 16 novembre 1952 - 1er août 1965      | L.A.H. (Leonard Antoon Hubert) Peters                | KVP                |                                             |
| 16 octobre 1965 - 1er septembre 1981  | L.J.M. (Louis) van de Laar                           | KVP / CDA          |                                             |
| 1er février 1982 - 1er janvier 1994   | P. (Pieter) Zevenbergen                              | VVD                |                                             |
| 16 janvier 1994 - 1er juillet 2000    | A. (Ans) van den Berg                                | VVD                |                                             |
| 16 novembre 2000 - 30 septembre 2004  | P.A.C.M. (Peter) van der Velden                      | PvdA               |                                             |
| 25 octobre 2004 - 19 mai 2005         | D.W. (Dick) de Cloe                                  | PvdA               | Intérim                                     |
| 19 mai 2005 au 1er mars 2013          | J.M.M. (Han) Polman                                  | D66                |                                             |
| 1er mars 2013 - 31 août 2013          | D.W. (Dick) de Cloe                                  | PvdA               | Intérim                                     |
| 1er septembre 2013 - 5 juillet 2023   | F.A. (Frank) Petter                                  | CDA                |                                             |
| 5 juillet 2013 - présent              | Margo Mulder                                         | PvdA               |                                             |